# Robert Sterling
Robert Sterling, nato William Sterling Hart (New Castle, 13 novembre 1917 – Brentwood, 30 maggio 2006), è stato un attore statunitense.

## Biografia
Nato William Sterling Hart a New Castle (Pennsylvania), frequentò l'Università di Pittsburgh e lavorò come venditore di abbigliamento prima di intraprendere la carriera di attore. Iniziò a recitare per la Columbia Pictures nel 1939, cambiando il suo nome in Robert Sterling per evitare confusione con la star del cinema western muto William S. Hart. Apparve in brevi ruoli, spesso non accreditati, in film come Una ragazza allarmante (1939), L'uomo che non poteva essere impiccato (1939), Prima colpa (1939) e in due cortometraggi con Buster Keaton, Pest from the West (1939) e Nothing But Pleasure (1940).
Dopo una breve parentesi alla 20th Century Fox, dove recitò in Yesterday's Heroes (1940) e in The Gay Caballero (1940), Sterling passò alla MGM, ottenendo ruoli di supporto in pellicole come Non tradirmi con me (1941), ultimo film di Greta Garbo, Sorvegliato speciale (1941) con Robert Taylor e Lana Turner, e Incontro a Bataan (1942) con Clark Gable e la Turner. Fu protagonista in alcune pellicole minori, fra cui Ringside Maisie, accanto all'attrice Ann Sothern, che sposò nel 1943. La sua carriera si interruppe per il servizio militare in qualità di istruttore di volo nella United States Army Air Forces durante la seconda guerra mondiale.
Congedatosi dall'esercito nell'ottobre 1945, recitò ancora per la MGM nel dramma In fondo al cuore (1946), dopodiché passò alla RKO Pictures e ottenne il ruolo principale nel western Donne di frontiera (1949) di Mark Robson, cui seguirono un altro western, La frusta di fuoco (1950), il poliziesco Bunco Squad (1950), Show Boat (1951), musical con Ava Gardner e Howard Keel, e Il tenente dinamite (1953) con Audie Murphy.
Sterling iniziò a lavorare per il piccolo schermo nel 1950, comparendo in alcuni episodi della serie Studio One. Il suo ruolo televisivo più noto è quello di George Kerby nella serie Topper, ispirata al film La via dell'impossibile (1937) che era stato interpretato da Cary Grant. La serie andò in onda dal 1953 al 1955, e Sterling fu affiancato da Anne Jeffreys e Leo G. Carroll, nei ruoli che nel film erano stati interpretati da Constance Bennett e Roland Young.
Sterling e Anne Jeffreys (che si sposarono nel 1951), apparvero insieme in altre serie televisive come Carovane verso il West (1957), Love That Jill (1958) e Ichabod and Me (1961-1962). L'attore recitò in episodi di altre serie televisive come Lux Video Theatre, The 20th Century-Fox Hour, The Ford Television Theatre, The United States Steel Hour, Ai confini della realtà e L'ora di Hitchcock. Sul grande schermo apparve nel melodramma Ritorno a Peyton Place (1961), nel fantascientifico Viaggio in fondo al mare (1961) e nella commedia I guai di papà (1964). Più sporadiche le sue apparizioni negli anni settanta e ottanta, in celebri serie come Fantasilandia e La signora in giallo.

## Vita privata
Sterling si sposò due volte. Il suo primo matrimonio, nel 1943, fu con l'attrice e cantante Ann Sothern, dalla quale ebbe una figlia, Patricia, che intraprese la carriera di attrice con il nome di Tisha Sterling. Dopo il divorzio nel 1949 dalla Sothern, Sterling sposò nel 1951 l'attrice e cantante Anne Jeffreys, dalla quale ebbe tre figli. Il matrimonio durò fino alla morte dell'attore nel 2006, all'età di 88 anni per cause naturali.

## Filmografia parziale

### Cinema
- Prima colpa (First Offenders), regia di Frank McDonald (1939)
- Fuori da quelle mura (Outside These Walls), regia di Ray McCarey (1939)
- Una ragazza allarmante (Good Girls Go to Paris), regia di Alexander Hall (1939)
- L'uomo che non poteva essere impiccato (The Man They Could Not Hang), regia di Nick Grinde (1939)
- Yesterday's Heroes, regia di Herbert I. Leeds (1940)
- The Gay Caballero, regia di Otto Brower (1940)
- Non tradirmi con me (Two-Faced Woman), regia di George Cukor (1941)
- Sorvegliato speciale (Johnny Eager), regia di Mervyn LeRoy (1941)
- Incontro a Bataan (Somewhere I'll Find You), regia di Wesley Ruggles (1942)
- In fondo al cuore (The Secret Heart), regia di Robert Z. Leonard (1946)
- Donne di frontiera (Roughshod), regia di Mark Robson (1949)
- La frusta di fuoco (The Sundowners), regia di George Templeton (1950)
- Bunco Squad, regia di Herbert I. Leeds (1950)
- Show Boat, regia di George Sidney (1951)
- Il tenente dinamite (Column South), regia di Frederick De Cordova (1953)
- Ritorno a Peyton Place (Return to Peyton Place), regia di José Ferrer (1961)
- Viaggio in fondo al mare (Voyage to the Bottom of the Sea), regia di Irwin Allen (1961)
- I guai di papà (A Global Affair), regia di Jack Arnold (1964)

### Televisione
- Studio One – serie TV, 5 episodi (1950-1955)
- Lux Video Theatre – serie TV, 6 episodi (1951-1956)
- Robert Montgomery Presents – serie TV, 5 episodi (1952-1953)
- Topper – serie TV, 78 episodi (1953-1955)
- Climax! – serie TV, episodio 2x06 (1955)
- The 20th Century-Fox Hour – serie TV, episodio 2x03 (1956)
- Carovane verso il West (Wagon Train) – serie TV, episodio 1x14 (1957)
- Love That Jill – serie TV, 13 episodi (1958)
- Ichabod and Me – serie TV, 36 episodi (1961-1962)
- L'ora di Hitchcock (The Alfred Hitchcock Hour) – serie TV, episodio 1x08 (1962)
- Ai confini della realtà (The Twilight Zone) – serie TV, episodio 4x09 (1963)
- La città in controluce (Naked City) – serie TV, episodio 4x24 (1963)
- Fantasilandia (Fantasy Island) – serie TV, episodio 6x06 (1982)
- Simon & Simon – serie TV, episodio 2x08 (1982)
- La signora in giallo (Murder, She Wrote) – serie TV, episodio 2x18 (1986)

## Doppiatori italiani
Nelle versioni in italiano delle opere in cui ha recitato, Robert Sterling è stato doppiato da:
- Giuseppe Rinaldi ne Il tenente dinamite
- Cesare Barbetti in Viaggio in fondo al mare